# Arvicanthis ansorgei
Arvicanthis ansorgei és una espècie de mamífer rosegador de la família dels múrids. Viu a Burkina Faso, Guinea, Guinea-Bissau, Mali, el Níger, el Senegal i, possiblement, Nigèria. Els seus hàbitats naturals són els herbassars i els matollars. És una espècie en risc mínim, és a dir, no sembla que hi hagi cap amenaça significativa per a la seva supervivència. L'espècie fou anomenada en honor de l'explorador i col·leccionista britànic William John Ansorge.